# Carlos de Gavre
Carlos de Gavre (en francés: Charles de Gavres) (Mons, Países Bajos de los Habsburgo 1537 - 1611) fue militar durante la guerra de Flandes, primero al servicio de las Provincias Unidas de los Países Bajos y posteriormente al de España.

## Biografía
Fue hijo de Louis de Gavre y de Jeanne de Rubempré. Conde de Beaurieu y barón de Frésin. Se casó con Marguerite de La Marck, y después con Honorine de l´Esclatière.
Coronel de infantería al servicio de los estados generales de los Países Bajos, fue nombrado superintendente general de víveres en 1576 y miembro del consejo de estado en 1577.
En 1581 traicionó la causa holandesa entregando la ciudad de Breda a los españoles. Bajo el gobierno de Alberto de Austria e Isabel Clara Eugenia fue gobernador de Ath (actualmente en Bélgica).